# Dang Qiu
Dang Qiu (Nürtingen, 29 oktober 1996) is een Duits professioneel tafeltennisser. Zijn voornaam is Dang. Qiu is de achternaam. Hij speelt rechtshandig met de penhoudergreep en is een aanvaller.
Dang Qiu komt uit een tafeltennisfamilie met een tafeltennisschool in Nürtingen (2017). Zijn vader Qiu Jianxin , een voormalig Chinees international, was wereldkampioen bij de studenten, speelde in de Bundesliga en was coach van Bundesliga club TTC Frickenhausen. Zijn moeder Chen Hong behoorde ook tot het Chinese nationale team en speelde in de Bundesliga.
Hoewel Dang Qiu's vader zelf met penhoudergreep speelde, raadde hij Dang aan te spelen met de shakehandgreep. Qiu heeft later toch gekozen voor de penhoudergreep. Dit maakt Qiu de eerste geboren Duitse international met de penhoudergreep.
Sinds 2021 speelt Qiu in de Bundesliga bij Borussia Düsseldorf met o.a. Timo Boll en Anton Källberg. Ze worden getraind door de Nederlander Danny Heister.

## Belangrijkste resultaten
- Europees kampioen 2022 (enkel)
- Europees kampioen 2021 (team)